# NGC 1111
NGC 1111 — несуществующая галактика в созвездии Овен.
Этот объект входит в число перечисленных в оригинальной редакции «Нового общего каталога».
Альберт Март «открыл» «туманность» 2 декабря 1863 года, и его открытие было внесено в каталог под обозначением NGC 1111. Однако на указанных им координатах ничего нет. Март мог наблюдать IC 1850, галактику, находящуюся в минуте прямого восхождения и 1,5' к северу от координат Марта. Однако IC 1850 также может быть NGC 1109. LEDA идентифицирует NGC 1111 с PGC 10709, но эта идентификация ошибочна. Объект можно считать потерянным или несуществующим.